# Юн, Джейн
Джейн Юн (англ. Jane Yoon; род. 1986, Бостон) — корейско-американская арфистка .
Начала обучаться игре на арфе в шестилетнем возрасте. В 13 лет переехала в США, чтобы брать частные уроки у Сьюзен Макдоналд, затем поступила в её же класс в школе музыки Университета Индианы. Лауреат первой премии на Международном конкурсе арфистов имени Лили Ласкин (2002).
Широко концертирует по всему миру, от Японии до Колумбии. В 2010 году выпустила первый диск Jane Yoon Plays the Masters с сонатой Вольфганга Амадея Моцарта и концертными пьесами Вильгельма Поссе, Марселя Гранжани, Анриетты Ренье и других выдающихся арфистов.